# Michel Menot
Michel Menot est un moine franciscain (cordelier), prédicateur français célèbre pour ses sermons, né vers 1440, et mort en 1518.

## Biographie
On possède peu d'informations sur sa vie. On ignore où il est né. La seule certitude est qu'il était français. Sa date de naissance est inconnue. Elle est fixée autour de 1440. La date et son lieu de décès sont inconnus. Sa date de décès est fixée en 1518 car on sait qu'il était mort en 1519 car l'imprimeur Claude Chevallon indique dans la préface à des sermons du R. P. Michel Menot qu'il est mort peu de temps auparavant.
Il est entré dans l'ordre des cordeliers. Il a été gardien du couvent des Cordeliers de Chartres. Il a fini par enseigner la théologie dans le couvent des Cordeliers de Paris où il est mort en 1518,. 
Il s'y est distingué par le zèle avec lequel il a prêché la parole de Dieu. Sa réputation a été telle qu'il a attiré du monde pour les écouter et qu'il a été surnommé « lingua aurea ». Dans le frontispice de ses sermons, l'imprimeur lui a attribué le titre de docteur en théologie. Jean-Pierre Niceron met en doute qu'il ait eu un tel titre en remarquant que son latin est de piètre qualité.
Il a été considéré au XVIIIe siècle comme un prédicateur bouffon utilisant un latin macaronique. Voltaire s'en moque dans son Dictionnaire philosophique.

## Publications
Il a écrit plusieurs volumes de sermons qui ont été prononcés à Tours, en 1508, à Paris, en l'église Saint-Jean-en-Grève, en 1517-1518. Ils ont été imprimés chez Claude Chevallon, en 1525. Ses expositions sur les épîtres de Carême ont été publiés en 1519 chez le même Claude Chevallon avec ses sermons sur l'enfant prodigue. Henri Estienne en a utilisé des extraits dans son Apologie pour Hérodote (1567). 
La Croix du Maine qui le cite dans sa Bibliothèque françoise remarque que son latin était mélangé de mots et de dictons français. Il suppose que ce mélange était dû à sa volonté de se faire entendre à ceux qui ne comprenaient pas le latin. Il remarque que ses sermons étaient plus recherchés que ceux d'Olivier Maillard ou de Gabriel Barlette, et d'autres semblables écrivains « qui ont fait des prédications si hardies et tellement libres, qu'ils n'ont craint en cela aucun, tant ils étaient ardents à annoncer la parole de Dieu. Et si quelques-uns recherchent leurs œuvres, par sur tous autres théologiens de leur temps, c'est pour voir les abus de tous états découverts par iceux plus évidemment, que par les autres prédicateurs du temps passé : car ceux-ci ont été extrêmement hardis à écrire, et plus encore à prêcher en public et n'ont point craint d'employer en leurs livres, les vices qui avaient cours en leur siècle, afin que l'on s'en corrigeât ».
- Reverendi patris fratris Michaelis Menoti, Perpulcher tractatus in quo tractatur perbelle de federe et pace inecunda media ambassiatrice penitentia, Parrhisiis, a Claudio Chevallo, 1519
- Reverendi patris, fratris Michaelis Menoti, ordinis franciscani, sacre theologie professoris, zelantissimique predicatoris, qui lingua aurea sua tempestate nuncupatus est, sermones quadragesimales, ab ipso olim Turonis declamati, Parisiis apud Claudium Chevallonis, 1525
- Sermones quadragesimales reverendi patrio F. Michaelis Menoti, Parisiis, ex officina Claudii Chevallonii, 1526
- Sermones quadragesimales reverendi patris F. Michaelis Menoti, sacre theologie quondam professoris Parisiensis, ab ipso olim Parisiis declamati, 1530
- « Sermon prêché par Michel Menot, cordelier, à l'Académie de Paris, le samedi après le second dimanche de Carême, suivant l'édition de 1526 », avertissement de Monsieur l'abbé Labourderie, Mémoires et dissertations sur les antiquités nationales et étrangères, Société royale des antiquaires de France, Paris, 1825, tome 6, p. 437-454 (lire en ligne)
- Sermons de frère Michel Menot sur la Madeleine, avec une notice et des notes de Jehan Labourderie, H. Fournier jeune libraire, Paris, 1832 (lire en ligne)
- Sermons choisis de Michel Menot (1508-1518), nouvelle édition précédée d'un introduction de Joseph Nève, Édouard Champion, Paris, 1924 (lire en ligne), Henri Omont, compte-rendu dans Bibliothèque de l'École des chartes, 1924, tome 85, p. 352 et Jacques Nothomb, compte-rendu dans Revue belge de Philologie et d'Histoire, 1925, tome 4, fascicules 2-3, p. 455-458